# Poecilmitis amatola
Poecilmitis amatola är en fjärilsart som beskrevs av Dickson och Mcmaster 1967. Poecilmitis amatola ingår i släktet Poecilmitis och familjen juvelvingar. Inga underarter finns listade i Catalogue of Life.